# Val d'Isère: Skiing and Snowboarding
Val d'Isère: Skiing and Snowboarding est un jeu vidéo de sport de glisse sorti en 1994 sur la console de jeu Jaguar d'Atari Corporation développé par Virtual Studio,,,.

## Système de jeu
C'est un jeu de ski et de snowboard je joueur évolue dans la station de ski de Val d'Isère. Il y a trois épreuves : La descente, le slalom spécial et le slalom géant. Il existe aussi trois modes de jeu : free ride (hors-piste), entrainement et compétition. Le mode compétition présente une série de courses chronométrée qui doivent être complétées afin d'arriver en finale.
Ce jeu, en 2D mais présentant des effets 3D, est très similaire à beaucoup de jeux de course.